# Cranfillia longicauda
Espèce
Statut de conservation UICN

 EN  : En danger
Cranfillia longicauda (synonyme Blechnum longicauda) est une fougère endémique de l'archipel Juan Fernández.

## Galerie photos

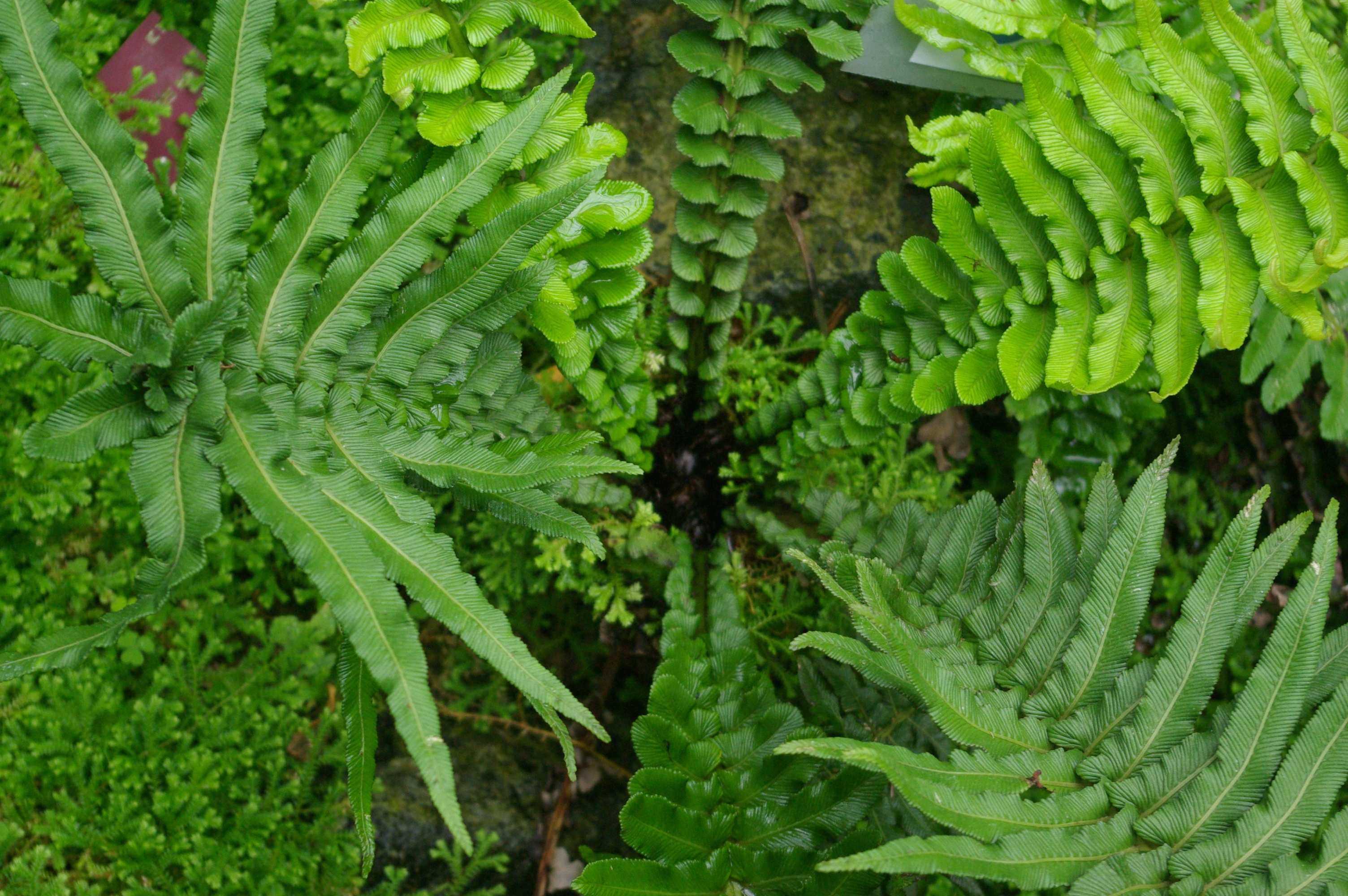
Cœur du plant
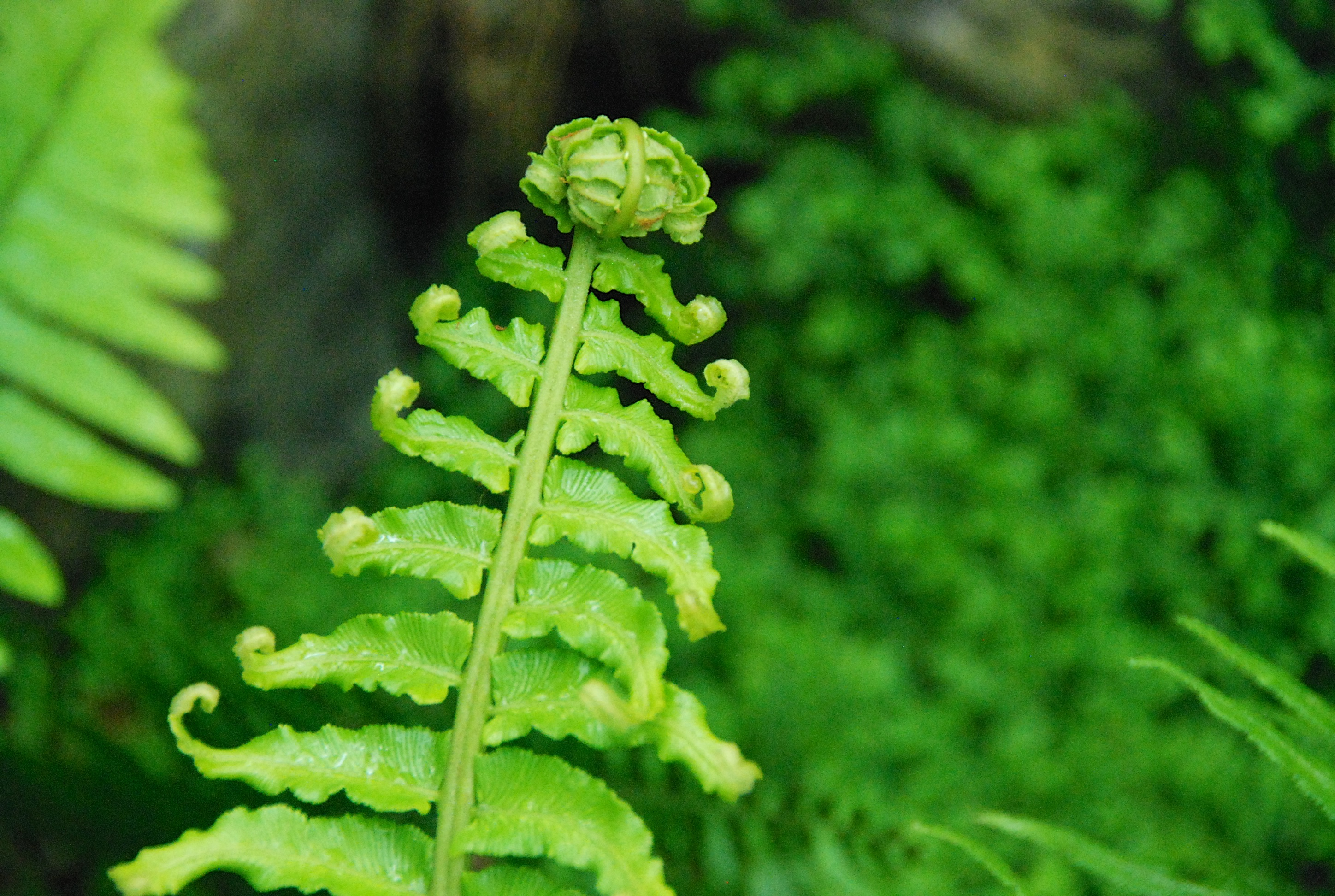
Détail d'une jeune feuille
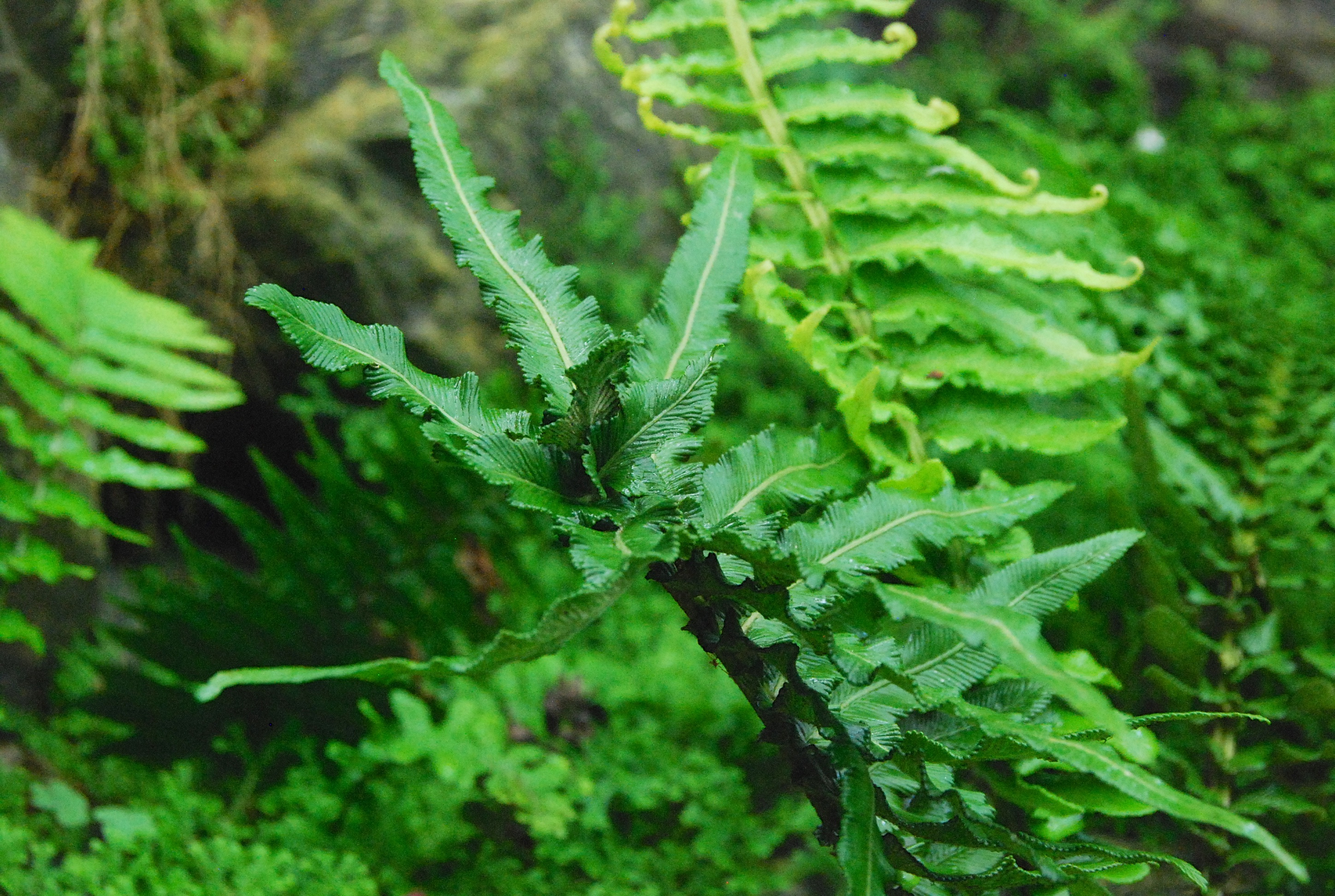
Détail d'une feuille